# Чорний Потік (доплив Ільці)
Чорний Потік (пол. Czarny) — гірська потік в Україні, у Верховинському районі Івано-Франківської області на Гуцульщині. Лівий доплив Ільці, (басейн Дунаю).

## Опис
Довжина потоку 4,5 км, найкоротша відстань між витоком і гирлом — 3,93 км, коефіцієнт звивистості потоку — 1,15. Формується багатьма безіменними гірськими струмками. Потік тече в гірському масиві в Покутсько-Буковинських Карпатах (зовнішня смуга Українських Карпат).

## Розташування
Бере початок на південно-західних схилах гори Білої Кобили (1476,0 м) у північно-західній частині села Віпче. Спочатку тече на північний захід, далі повертає на південний захід, тече поміж горами Габорянською (1444,5 м) та Випчинкою (1368,5 м) і на північно-західній околиці села Стаїще впадає у річку Ільцю, ліву притоку Чорного Черемошу.

## Цікавий факт
- У XX столітті у пригирловій частині потоку існував 1 водяний млин[4].
- Неподалік від гирла потоку розташоване Заповідне урочище Чорний Потік[3].
- Біля гирла потоку у селі Стаїще проходить автошлях Р24[3].